# Colias grumi
Colias grumi é uma borboleta da família Pieridae. Ela é encontrada no noroeste da China (descrita a partir de Nanshan).

## Subespecies
- C. g. grumi
- C. g. aljinshana Huang & Murayama, 1992 Xinjiang.
- C. g. dvoraki Kocman, 1994

## Taxonomia
Foi aceite como uma espécie por Josef Grieshuber & Gerardo Lamas